# Odbor za kulturo, šolstvo in šport Državnega zbora Republike Slovenije
Odbor za kulturo, šolstvo in šport je bivši odbor Državnega zbora Republike Slovenije.

## Delovanje
»Odbor obravnava predloge zakonov, druge akte in problematiko, ki se nanaša na ustvarjanje, posredovanje in varovanje kulturnih vrednot. Obravnava zadeve s področja medijev, vzgoje ter osnovnega, srednjega in višjega šolstvo, športa, v področje dela odbora za kulturo, šolstvo in šport pa sodijo tudi druga vprašanja, ki jih obravnava za ta področja pristojno ministrstvo.
Odbor obravnava zadeve EU s svojega delovnega področja.«

## Sestava
1. državni zbor Republike Slovenije
- izvoljen: 23. februar 1993
- predsednik: Dimitrij Rupel (do 23. aprila 1995), Rudi Moge (od 24. aprila 1995)
- podpredsednik: Dušan Bavdek (od 25. aprila 1995), Andrej Lenarčič, Rudolf Moge (do 26. januarja 1995)
- člani: Dušan Bavdek (do 25. aprila 1995), Ljerka Bizilj (od 24. julija 1995), Jože Jagodnik, Branko Janc (od 29. oktobra 1993), Jožef Kocuvan, Lev Kreft, Irena Oman, Tone Partljič, Anton Peršak, Ignac Polajnar, Franc Potočnik, Maria Pozsonec, Žarko Pregelj, Marjan Šetinc, Jadranka Šturm-Kocjan, Jaša Zlobec (do 16. septembra 1993)

2. državni zbor Republike Slovenije
- izvoljen: 16. januar 1997
- predsednik: Janez Mežan
- podpredsednik: Anton Bergauer, Štefan Klinc, Rudolf Moge
- člani: Roberto Battelli, Samo Bevk, Vladimir Čeligoj, Vincencij Demšar, Polonca Dobrajc (do 17. decembra 1997), Slavko Gaber (do 27. februarja 1997), Helena Hren - Vencelj, Roman Jakič (od 15. maja 1997), Peter Lešnik, Eda Okretič - Salmič, Tone Partljič (do 29. januarja 1998), Maria Pozsonec, Franc Pukšič, Branko Tomažič, Herman Tomažič, Vili Trofenik, Janko Veber
- funkcija člana: Roman Jakič (25. marec-15. maj 1997), Štefan Klinc (25. marec-15. maj 1997)

4. državni zbor Republike Slovenije
- izvoljen: ?
- predsednik: Branko Grims
- podpredsednik: Samo Bevk
- člani: Roberto Battelli, Slavko Gaber, Alenka Jeraj, Vasja Klavora, Mitja Ljubeljšek, Branko Marinič, Rudolf Petan, Majda Potrata, Maria Pozsonec, Mihael Prevc, Srečko Prijatelj, Majda Širca, Jožef Školč, Jože Tanko, Marjetka Uhan